# Фонд Хазельден
Фонд Хазельден (англ. Hazelden Foundation) — одна из крупнейших американских организаций, занимающаяся лечением алкоголизма и наркозависимости. Некоммерческая организация использует комплексный подход к лечению тысяч пациентов в четырёх американских штатах. Хазельден является крупным издателем литературы, посвящённой различным зависимостям, их лечению и восстановлению. В состав фонда также входят научно-исследовательский центр и аспирантура.
Первое помещение фонда было открыто в городе Сентер-Сити, штат Миннесота в 1948 году. Заведение занималось лечением и реабилитацией рабочих и священников, страдающих алкоголизмом. Изначально финансированием Хазельдена занимались местные бизнесмены и католическая епархия. Подход к лечению пациентов был крайне простым: они должны были заправлять свою постель, вести себя должны образом, разговаривать друг с другом и посещать ежедневные лекции программы 12 шагов содружества анонимных алкоголиков.
Со временем подход, использовавшийся в Хазельдене, распространился за пределами фонда. Финансовые инвестиции и сотрудничество с другими центрами привели к значительному росту и развитию так называемой «миннесотской модели», в соответствии с которой алкоголизм считался прогрессивным заболеванием, лечение которого требует пожизненного воздержания от употребления спиртного. Модель подчёркивала, что к алкоголикам необходимо относиться уважительно и создавать для них соответствующие условия, поддерживая их во время лечения. Подход «12 шагов АА» был дополнен рядом комплексных реабилитационных мер, в результате чего за время существования центра в нём прошло лечение более 200 000 пациентов.
В 50-е годы фонд стал разрастаться географически. Помимо отдельных центров для лечения мужчин (открыт в 1953 году) и женщин (1956), отделения Хазельден открылись в Чикаго, Нью-Йорке и Ньюберге (штат Орегон). Кроме лечения алкоголизма центр стал заниматься борьбой с другими личными проблемами, включая депрессию, посттравматический синдром, игровая зависимость и прочие.
В сентябре 2013 года Хазельден был объединён с Betty Ford Center. Новая организация получила название «Фонд Хазельден Бетти Форд».